# Гурково (община)
Гурково (болг. Община Гурково) — община в Болгарии. Входит в состав Старозагорской области. Население составляет 5672 человека (на 14.08.2006 г.).
Административный центр общины в городе Гурково. Кмет общины Гурково — Стоян Бонев Николов (Болгарская социалистическая партия (БСП)) по результатам выборов 2007 года.
Община Гурково расположена в центральной части Болгарии. Территория общины занимает площадь 292 км². Граничит на востоке с общиной Твырдица, на западе с общиной Николаево, на юге с общиной Нова-Загора, на севере с общиной Велико-Тырново и на северо-востоке с общиной Елена. По территории общины проходит автотрасса E 55 (Русе — Велико-Тырново — Гурково — Свиленград…).

## Состав общины
В состав общины входят следующие населённые пункты:
1. Брестова
2. Гурково
3. Двориште
4. Димовци
5. Желтопоп
6. Златирыт
7. Конаре
8. Лява-Река
9. Паничерево
10. Пчелиново